# Daniele Bossari
Daniele Bossari (Milano, 1º ottobre 1974) è un conduttore televisivo e conduttore radiofonico italiano.
Dopo aver esordito in radio negli anni novanta, ha lavorato sulla neonata MTV Italia per poi diventare un volto simbolo di Italia 1, rete per la quale ha condotto trasmissioni di successo come Festivalbar, Saranno famosi, Popstars, Top of the Pops e Mistero. Nel 2017 ha vinto la seconda edizione del Grande Fratello VIP.

## Biografia
Nato radiofonicamente a Radio Clusone, ha esordito a livello nazionale a Radio Capital con il soprannome di "Funky Boss". Nel 1997 passa a RTL 102.5. Nel 1998 entra a Radio Deejay e incomincia la conduzione di programmi televisivi per MTV Italia.
Nel 1999 passa a Mediaset per cui conduce la terza edizione di Fuego, collaborando con Francesca Fogar, e nella stagione successiva il programma Wozzup?, Popstars, il talent show canoro dal quale si sarebbe formata la girlband delle Lollipop, e lo speciale Indelebili al fianco di Simona Ventura, mentre in estate, così come nel 2002, il Festivalbar.. Dal settembre 2001 al febbraio 2002 è alla conduzione di Saranno Famosi, che dalla stagione successiva cambierà definitivamente nome in Amici di Maria De Filippi e il talent show passerà sotto la gestione e la produzione della società televisiva Fascino.
Nella primavera 2003 passa a Rai 2, dove gli viene affidata la conduzione della sesta edizione di Furore. Torna poi a Italia 1 dove è nel cast del programma Superstar Tour, diventa conduttore insieme con Silvia Hsieh (rimanendovi fino al 2006) di Top of the Pops, passato dal 2003 dalla seconda rete Rai alla seconda rete Mediaset, presenta con Gaia De Laurentiis gli Italian Music Award ed è l'inviato della prima edizione del reality show La fattoria. Ha poi presentato nella stagione 2005-2006 la seconda edizione del reality show Campioni, il sogno, trovandosi nuovamente a collaborare con Francesca Fogar. Nella prima parte del 2007 gli è stato affidato il programma Azzardo su Italia 1, condotto in precedenza da Alessandro Cecchi Paone e nel 2002 e 2003 su Rai 1 da Amadeus (2002) e Carlo Conti (2003).
Nel 2007 torna su Rai 2 a presentare (insieme con Maddalena Corvaglia e Paola Maugeri) lo show musicale Scalo 76, andato in onda ogni sabato dalle 14:00 alle 17:00 fino al 31 maggio 2008 e ha avuto il ruolo di "conduttore radiofonico" nel film-panettone Natale in crociera. È anche autore di due pubblicazioni, E ora che ho la banda larga cosa ci faccio?, guida per cybernauti edita da Carte Scoperte, e Battiato, io chi sono?, per le edizioni Arnoldo Mondadori Editore, insieme con Franco Battiato.
Dal 13 novembre 2009 è uno dei conduttori di Mistero, trasmesso in prima serata su Italia 1. Dal 20 marzo 2011 è testimone di CBM Italia Onlus e dal 31 marzo 2011 incomincia un viaggio in Nepal alla scoperta delle missioni di CBM per la cura della cecità infantile nel paese asiatico. Per l'occasione apre un blog tematico. Dall'autunno 2011 cura una rubrica sulle nuove tecnologie e le scienze all'interno di Verissimo, condotto da Silvia Toffanin. Tra il 2012 e il 2013 è in onda dal lunedì al venerdì dalle 14 alle 16 su Radio Monte Carlo con il programma dedicato alla scienza e tecnologia RMC Hi-Tech. Dal 4 ottobre 2013 è anche conduttore di Radio Italia al sabato e domenica pomeriggio dalle 17 alle 19. Per la stessa emittente è l'inviato a Casa Azzurri a Montpellier in occasione del Campionato europeo di calcio 2016.
Nel 2017 vince la seconda edizione del Grande Fratello VIP con il 52% dei voti, battendo in finale il modello Luca Onestini. Dal gennaio 2018 è opinionista fisso della tredicesima edizione de L'isola dei famosi. Nel 2019 conduce il programma House of Esports, incentrato sulle gare di videogiochi (ESports da cui prende il nome), della programmazione televisiva di DMAX del gruppo Discovery Italia. Dal 9 giugno 2019 è in onda su Radio Deejay, dalle 10 alle 13 ogni sabato e domenica, con il programma Il Boss del Weekend insieme a Federica Cacciola. Tale programma proseguirà da settembre 2019 dalle 16 alle 19 sempre ogni fine settimana. A maggio 2020 ha partecipato alla seconda stagione di Drawings&Dragons, interpretando il personaggio Narada: per sua stessa ammissione i giochi di ruolo sono sempre stati una sua passione fin dalla giovinezza.

## Vita privata
Dal 2000 è legato sentimentalmente alla showgirl svedese Filippa Lagerbäck da cui ha avuto una figlia, Stella, nata il 24 luglio 2003 a Città di Castello. Nel 2017, durante la semifinale del Grande Fratello VIP, ha chiesto a Filippa di sposarlo; il matrimonio è stato celebrato con rito civile il 1º giugno 2018 alle Ville Ponti di Varese. Ha dichiarato di soffrire di depressione e di aver avuto nel 2022 un cancro della lingua, in remissione dal 2023.

## Programmi televisivi
- MTV Dancefloor Chart (MTV, 1998)
- MTV Select (MTV, 1998-1999)
- MTV On the Beach (MTV, 1998-1999)
- Fuego (Italia 1, 1999-2000)
- Laura Pausini - Speciale Città del Messico (Italia 1, 2000)
- Disco 2000 (MTV, 2000)
- Wozzup - La casa di Italia 1 (Italia 1, 2000-2001)
- Popstars (Italia 1, 2000-2001)
- Indelebili (Italia 1, 2000)
- Ciao Belli (Italia 1, 2001)
- Festivalbar (Italia 1, 2001-2002)
- Saranno famosi (Italia 1, 2001-2002)
- Furore (Rai 2, 2003)
- Top of the Pops (Italia 1, 2003-2006)
- Superstar Tour (Italia 1, 2003)
- Italian Music Award (Italia 1, 2003)
- La fattoria (Italia 1, 2004) - inviato
- Campioni - Il sogno (Italia 1, 2005-2006)
- Azzardo (Italia 1, 2007)
- Scalo 76 (Rai 2, 2007-2008)
- Mistero (Italia 1, 2009-2014)
- Musicultura (Rai Sat Extra, 2009)
- Parole crociate (Iris, Rete 4, 2011)
- Lilit - In un mondo migliore (Rai 3, 2011-2012)
- Verissimo (Canale 5, 2011-2013) - inviato
- Radio Italia Live (Radio Italia TV, 2013-2016)
- Radio Italia Live - Il concerto (Radio Italia TV, Italia 1, 2015-2016)
- Mistero Adventure (Italia 1, 2015-2016)
- Grande Fratello VIP 2 (Canale 5, 2017) - concorrente, vincitore
- L'isola dei famosi 13 (Canale 5, 2018) - opinionista
- Red Bull Dance Your Style (Italia 1, 2018)
- Il matrimonio di Daniele e Filippa - Enzo Miccio Wedding Planner (Real Time, 2018)
- Chi ha paura del buio? (Italia 1, 2018)
- House of Esports (DMAX, 2019-2020)
- Il boss del paranormal (DMAX, dal 2020)
- Il codice del boss (DMAX, dal 2022)

## Radio
- RMC Hi-Tech (Radio Monte Carlo, 2012-2013)
- Casa Azzurri (Radio Italia, 2016)
- Il boss del Weekend  (Radio Deejay, dal 2019)